# Windows Live Web Messenger
Windows Live Web Messenger was een Windows Live-service van Microsoft. Het was de online versie van Windows Live Messenger, die gebruikers de mogelijkheid gaf direct contact te houden met anderen via de .NET Messenger Service vanuit de webbrowser. Het had als doel de oude MSN Web Messenger te vervangen.
Doordat deze messenger in de webbrowser te gebruiken was, konden gebruikers zonder administratieve rechten op hun computer, bijvoorbeeld een openbaar toegankelijke computer, chatten met anderen op hun Messenger contactlijst zonder het programma daadwerkelijk te installeren.
Windows Live Web Messenger beschikte over de Windows Live Wave 3 gebruikersinterface, Persoonlijke Status Berichtintegratie, tabbladconversaties in een "gespreksvenster" en opties voor schermafbeeldingen.